# Collegio di Reading West and Mid Berkshire
Reading West and Mid Berkshire è un collegio elettorale inglese situato nel Berkshire, nel Sud Est dell'Inghilterra, e rappresentato alla Camera dei Comuni del Parlamento del Regno Unito. Elegge un membro del Parlamento con il sistema first-past-the-post, ossia maggioritario a turno unico; l'attuale parlamentare è Olivia Bailey del Partito Laburista, che rappresenta il collegio dal 2024.

## Estensione
Il collegio è costituito dai seguenti ward:
- nel borgo di Reading: Kentwood, Norcot e Tilehurst.
- nel distretto di West Berkshire: Aldermaston, Basildon, Bradfield, Bucklebury, Burghfield and Mortimer, Downlands (distretto elettorale BC), Pangbourne, Ridgeway, Theale, Tilehurst and Purley, Tilehurst Birch Copse e Tilehurst South and Holybrook.[1]

## Membri del Parlamento
| Elezione | Elezione | Deputato      | Partito   |
| -------- | -------- | ------------- | --------- |
|          | 2024     | Olivia Bailey | Laburista |

## Elezioni

### Elezioni negli anni 2020
| Partito                    | Partito                                      | Candidato                  | Risultati 4 luglio 2024 | Risultati 4 luglio 2024 |
| Partito                    | Partito                                      | Candidato                  | Voti                    | %                       |
| -------------------------- | -------------------------------------------- | -------------------------- | ----------------------- | ----------------------- |
|                            | Laburista                                    | Olivia Bailey              | 16 273                  | 34,96                   |
|                            | Conservatore                                 | Ross Mackinnon             | 14 912                  | 32,03                   |
|                            | Reform UK                                    | Kate Bosley                | 6 260                   | 13,45                   |
|                            | Lib Dem                                      | Helen Belcher              | 5 103                   | 10,96                   |
|                            | Verdi                                        | Carolyne Culver            | 3 169                   | 6,81                    |
|                            | Indipendente                                 | Adrian Abbs                | 562                     | 1,21                    |
|                            | Indipendente                                 | Adie Peppiatt              | 272                     | 0,58                    |
|                            |                                              |                            |                         |                         |
| Iscritti                   | Iscritti                                     | Iscritti                   | 68 786                  | 100,00                  |
| ↳ Votanti (% su iscritti)  | ↳ Votanti (% su iscritti)                    | ↳ Votanti (% su iscritti)  | 46 551                  | 67,68                   |
| ↳ Astenuti (% su iscritti) | ↳ Astenuti (% su iscritti)                   | ↳ Astenuti (% su iscritti) | 22 235                  | 32,32                   |
|                            |                                              |                            |                         |                         |
|                            | Esito: collegio a Laburista (nuovo collegio) |                            |                         |                         |